# Scars of the Crucifix
Pour les articles homonymes, voir Crucifix (homonymie).
Albums de Deicide
The Best of Deicide
(2003) The Stench of Redemption
(2006)
Scars of the Crucifix est le septième album studio du groupe de death metal américain Deicide, sorti le 23 février 2004 sous le label Earache Records.
Une vidéo a été enregistrée pour le titre Scars of the Crucifix, première vidéo musicale du groupe. La vidéo a été filmée dans la ville de Nottingham.
Environ 20 secondes après la fin du titre The Pentecostal (c'est-à-dire vers 3:06), on peut entendre un titre caché joué au piano.
C'est le dernier album du groupe enregistré avec les frères Hoffman, qui vont quitter le groupe après plus de 15 ans de carrière avec Deicide.

## Musiciens
- Glen Benton - Chant, Basse
- Brian Hoffman - Guitare
- Eric Hoffman - Guitare
- Steve Asheim - Batterie

## Liste des morceaux
| 1.    | Scars of the Crucifix    | 3:08 |
| 2.    | Mad at God               | 3:05 |
| 3.    | Conquered by Sodom       | 2:58 |
| 4.    | Fuck Your God            | 3:32 |
| 5.    | When Heaven Burns        | 4:08 |
| 6.    | Enchanted Nightmare      | 2:12 |
| 7.    | From Darkness Come       | 2:58 |
| 8.    | Go Now Your Lord is Dead | 1:55 |
| 9.    | The Pentecostal          | 5:36 |
| 29:32 |                          |      |